# بابا (قرية)
 قرية بابا هي إحدى القرى اللبنانية هي إحدى القرى اللبنانية من قرى قضاء جزين في محافظة الجنوب.